# District d'Aikō
Le district d'Aikō (愛甲郡, Aikō-gun) est un district de la préfecture de Kanagawa au Japon.
Lors du recensement de 2000, sa population était de 46 242 habitants pour une superficie de 106 km2.

## Communes du district
- Aikawa
- Kiyokawa